# George Stephănescu
George Stephănescu (født 13. december 1843 i Bukarest, Rumænien - død 25. april 1925 smst) var en rumænsk komponist. 
Han hører til en af Rumæniens betydeligste komponister, sammen med Georges Enesco. Han var uddannet på Bukarest Acedemy of Music, i 1877. Han var mest kendt for sine opera kompositioner. Oprettede en operatrup som sang på Rumænsk. 
Stephanescu var også den første fra Rumænien som skrev en symfoni. 

## Værker
- Symfoni i A dur – (1869) - for orkester
- Peste Dunare (opera) – (1880)
- Sanziana Si Peplea (opera) – (1880)
- National Overture – (1882) - for orkester
- Scaiul Barbatilor (opera) – (1885)
- Cometa (opera) – (1900)
- Petra (opera) – (1902)